# ثنائي كلورو السيلان
ثنائي كلورو السيلان (H2SiCl2)  (اختصاراً DCS) وعادة ما يخلط مع الأمونيا (NH3) في غرف الترسيب الكيميائي للبخار (LPCVD) لإنتاج نيتريد السيليكون في معالجة أشباه الموصلات.
عند استخدام تركيز عالي من ثنائي كلورو سيلان : أمونيا (مثلاً، 16 :1)، عادة ماينتج أفلام (طبقة رقيقة) نيتريد منخفضة الإجهاد.
وهو وسيط بين السيلان ورباعي كلوريد السيليكون.